# Candelabro

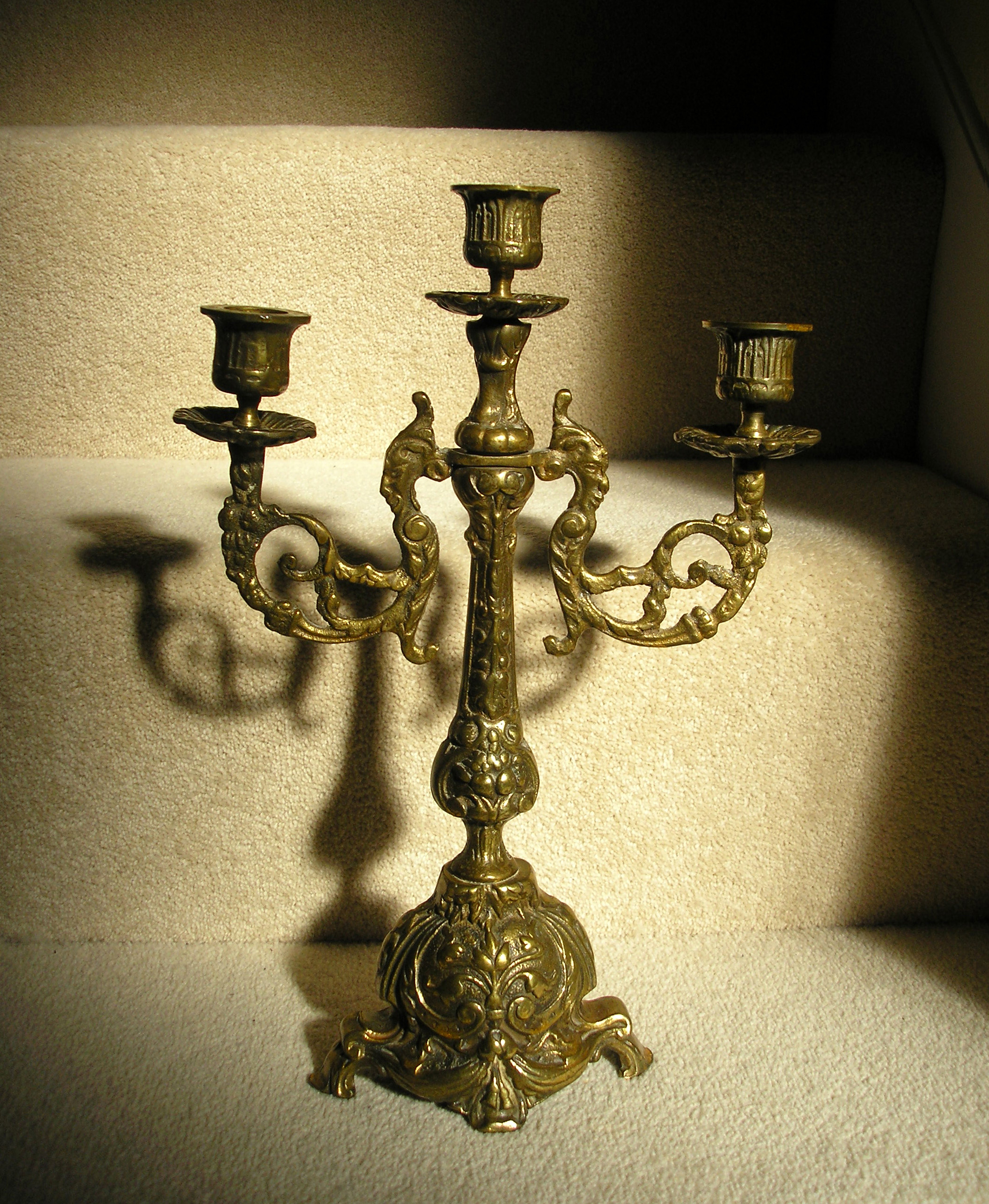
Candelabro.

Un candelabro es un candelero con varias ramas; cumple la misma función que este: apoyar velas en su estructura. 
La Biblia nota que delante del Lugar Santísimo del Tabernáculo, y luego en el templo de Jerusalén, había un candelabro de oro purísimo labrado a martillo que tenía siete brazos, en cada uno de los cuales ardía una lamparilla que se quitaba y se ponía. En hebreo, dicho candelabro es denominado menorá. En janucá, se usa el candelabro de nueve brazos, llamado janukiá.[cita requerida]
Los candelabros usados por los antiguos eran unos pies sobre los cuales se colocaba una o más lámparas destinadas a iluminar una pieza. La forma de los candelabros ha sido muy variada. Unas veces representaban un tronco de árbol con sus ramas, otras veces una pilastra. Había candelabros construidos de manera que sus luces podían subirse o bajarse según convenía.
Homero, cuando describe en la Odisea el palacio de Alcinoo rey de Corcyra, habla de candelabros de oro hechos en forma de un joven colocado sobre un altar, que tenía en sus manos antorchas encendidas.[cita requerida]
Los candelabros de que se servían en los templos eran magníficos. Por lo común, eran de oro enriquecidos de piedras preciosas. Cicerón habla de uno de estos candelabros que un hijo de Antiochus había destinado para el templo de Júpiter Capitolino de Roma. Los más bellos candelabros y los que estimaban particularmente los romanos por razón de su trabajo eran los fabricados en Tarento y en la isla de Egina. Los candelabros que servían para quemar los perfumes eran más pequeños que los destinados para luces, los cuales por lo común no subían sino hasta medio cuerpo.